# Poiana Mare
Poiana Mare là một xã thuộc hạt Dolj, România. Dân số thời điểm năm 2002 là 12782 người.